# Žralok Perezův
Žralok Perezův (Carcharhinus perezi někdy chybně Carcharhinus perezii) je druh žraloka z čeledi modrounovitých. Vyskytuje se v tropických vodách západního Atlantiku od Floridy k Brazílii a je to jeden z nejběžnějších druhů žraloků v dané oblasti. S robustním tělem, typickým pro žraloky z čeledi modrounovitých, je jen těžko rozpoznatelný od žraloka velrybáře a žraloka hedvábného. Charakteristickým a odlišujícím rysem jsou však pro něj tmavě zbarvené ploutve.
Obvykle měří 2 až 2,5 metru, ale výjimečně může dorůst až do 3 metrů a dosáhnout váhy 70 kilogramů. Živí se rybami, rejnoky a hlavonožci. Je to živorodý druh, v jednom vrhu rodí 4–6 mláďat. Ačkoliv nejde o agresivní druh žraloka, při podráždění či v blízkosti harpunovaných ryb, může zaútočit na potápěče.